# 清水湖車站
清水湖車站，是一座位於臺灣宜蘭縣三星鄉的鐵路車站，屬行政院農業委員會林務局已廢止鐵路路線羅東森林鐵道。當前該車站已完全拆撤，車站舊址已成臺7丙線的一部分，現址設立林務局所立的金屬製解說牌。

## 名稱
該車站名稱原為「清水車站」，取自旁側匯入蘭陽溪南側匯流處的清水溪得名。

## 歷史
- 1903年（明治36年）：當時的宜蘭廳長西鄉菊次郎集資私設軌道，於九芎湖一帶開業。
- 1914年（大正3年）：私設軌道脫落哩沙車站開幕。
- 1920年（大正9年）1月6日：借用台南糖廠路線（天送埤以東）的軌道開始運輸。
- 1921年（大正10年）：天送埤以西的軌道正式開通。[4][5]
- 1924年（大正13年）1月27日：延伸至竹林的軌道正式開通，羅東森林鐵路開通。
- 1926年（大正15年）5月18日：由於開始辦理客運業務，設立車站。
- 1953年：車站標題變更，更名為清水湖車站。[6][7][8]
- 1978年：由於颱風影響，天送埤車站至土場車站（包括本站）的路段中斷。
- 1979年8月1日：廢站。

## 另見
- 蘭陽發電廠圓山機組
- 清水車站

## 外部連結
- 三星鄉員山村太平山林鐵清水站遺址 宜蘭縣史館